# Флаг Уоллиса и Футуны

Альтернативный вариант неофициального флага Уоллис и Футуна

Официальным флагом островов Уоллис и Футуна является национальный флаг Франции, так как они являются заморской общиной Франции.
Флаг Уоллис и Футуна представляет собой красное полотно с четырьмя равнобедренными треугольниками, пересекающимися под прямым углом. Флаг Франции, отделённый от остальной области узкой белой полосой, занимает верхний левый угол. В альтернативном варианте используется большой белый лапчатый крест (немного смещённый вниз относительно центра флага). Красный цвет на флаге символизирует храбрость, белый — чистоту идеалов. Четыре треугольника символизируют власть трёх королей и французского администратора.
Альтернативный неофициальный вариант похож на флаг, используемый королём Увеа.
На всех официальных мероприятиях используется французский флаг.